# Serie DL
La serie DL es una serie de aventuras y material complementario para el juego de rol Advanced Dungeons & Dragons. Estos módulos, junto con la trilogía de novelas Dragonlance Chronicles, que siguen una posible serie de aventuras a través de los módulos, fueron los primeros elementos publicados que establecieron el universo ficticio de Dragonlance. La serie DL original se lanzó entre 1984 y 1986, y se le agregaron los dos últimos módulos en 1988. Durante 1990, la serie original se hizo una recopilación de todos los juegos y se hizo una revisión para la 2.ª edición de AD&D como los tres módulos DLC Dragonlance Classics. También sacaron versiones de la serie que fueron lanzadas en 1999, 2000 y 2006.

## Acerca de la serie de módulosDL
La serie de módulos DL era diferente de los módulos de Dungeons & Dragons publicados anteriormente en dos formas. En primer lugar, de ser aventuras independientes, o una serie corta de aventuras, se combinaron en un solo gran arco argumental. Este arco cubría la Guerra de la Lanza. En segundo lugar, los jugadores no usaron sus propios personajes, ya que en otros módulos, jugaron personajes preexistentes como Tasslehoff Burrfoot.

### Historia
El proyecto del juego Dragonlance comenzó con una idea de Tracy y Laura Hickman de un mundo dominado por dragones. Mientras conducían de Utah a Wisconsin para que Tracy pudiera aceptar un trabajo con TSR en 1981, discutieron esta idea. En 1982, Tracey propuso en TSR una serie de tres módulos protagonizados por dragones malvados. Cuando este plan llegó al entonces jefe de TSR, Gary Gygax, encajaba bien con la idea que había considerado de hacer una serie de 12 módulos, cada uno basado en uno de los dragones oficiales del Manual de monstruos. Luego se desarrolló el proyecto, bajo el nombre en clave "Proyecto Overlord" para planificar la serie. El grupo original incluía Tracy Hickman, Harold Johnson, Larry elmore, Cral Smith y Jeff Grubb. El equipo de diseño de la serie de Dragonlance fue expandiendose en el punto de incluir a Margaret Weis, Douglas Niles, Bruce Nesmith, Mike Breault, Roger Moore, Laura Hickman, Linda Bakk, Michael Dobson y Garry Spiegle.

### Estructura de la serie
Dragonlance es una historia, en contraste con muchas otras aventuras de Dungeons & Dragons, en particular las anteriores, que se basan en ubicaciones o eventos.
La serie de módulos se basa en la estructura de tres "libros" que se dividen de manera similar, pero no igual, a la trilogía de novelas de Dragonlance Chronicles. Cada "libro" se ejecuta a través de cuatro módulos y contiene secciones de la aventura llamadas capítulos que tienen un sistema de numeración continuo a través de ese "libro" individual.
El primer libro, Tales of the Autumn Twilight, está en DL1-4. Los primeros cuatro módulos "forman la primera etapa de una aventura de búsqueda masiva que utiliza el mismo conjunto de personajes". DL5 es un libro de consulta que proporciona antecedentes sobre el entorno útil para ejecutar todas las aventuras. El segundo libro, Cuentos de la noche de invierno, se ejecuta a través de DL6-9. El tercer libro, que nunca se nombra, recorre DL10 y DL12-14. DL11 es un juego de guerra que se puede jugar solo o como una herramienta de campaña para crear un telón de fondo para las aventuras individuales. DL15 y DL16 son antologías de aventuras. DL15 también contiene parte de las series de DL pero fue añadido dos años después de que la series fueran completadas. Las aventuras incluidas no tenían a los personajes principales del resto de las series DL, pero hay aventuras que ocurrian alrededor de los eventos de War of the Lance.

### Relación con las novelas
Más adelante en el proceso de desarrollo, se decidió que se lanzaría una trilogía de novelas de fantasía con los módulos. Originalmente se contrató a un escritor externo, pero el grupo de diseño se sintió cada vez más desilusionado con su trabajo. A este punto era sugerido que Hickman y Margaret Weis, editora del departamento de TSR's book quien fue involuvcrada en el proyecto, debería de escribir libros. Escribireron cinco capítulos durante un fin de semana y se les dio la tarea de escribir las novelas basadas en ello.
La primera novela de Dragonlance, Dragons of Autumn Twilight, se escribió después de que se completaran los módulos DL1-4. Sin embargo, como Hickman y Weis sintieron que esto era demasiado restrictivo e hizo que la novela pareciera demasiado episódica, invirtieron el proceso para Dragons of Winter Night y Dragons of Spring Dawning y completaron los libros antes de los módulos relacionados.
Dragons of Autumn Twilight es paralelo a los eventos en DL1 Dragons of Despair y DL2 Dragons of Flame. Los eventos de DL3 y DL4 no se detallan en las novelas, pero son consistentes con el comienzo de Dragones del Invierno (Dragons of Winter Night), que cubre los eventos de DL6-10 y partes de DL12.
Los autores fueron muy cuidadosos para asegurarse de que, si bien las ubicaciones y los escenarios de las novelas coincidían con los módulos, también se aseguraron de que no se revelara demasiado sobre los módulos al cambiar deliberadamente algunos detalles sobre los módulos. Uno de los propósitos de la novela era dar a Dungeon Masters una "sensación más verdadera del mundo del juego... Esto es difícil de transmitir en el formato de referencia, a menudo seco, de un módulo de aventuras de juegos". La gente quienes jugaran podían recordar lo que le pasaba al grupo por los libros, tanto el grupo como las relaciones que se formaban.

### Impacto de los módulos DL
El primer artículo de Dragonlance publicado después del módulo original/serie de novelas fue un manual de tapa dura de Dungeons & Dragons llamado <i id="mwaQ">Dragonlance Adventures</i>. Este libro, publicado en 1987, proporcionó recursos para permitir que Dungeon Masters continuara su campaña en el mundo de Dragonlance. Dos módulos adicionales con antologías de aventuras, no planificadas como parte de la serie original, se agregaron a la serie DL en 1988, DL15 <i id="mwaw">Mists of Krynn</i> y DL16 <i id="mwbQ">World of Krynn</i>.
El éxito de los módulos Dragonlance originales condujo finalmente a varias series de módulos Dragonlance con los códigos de módulo DLA, DLE, DLQ, DLS y DLT.
Graham Staplehurst de la revista White Dwarf sintió que después de que se lanzaron los primeros cuatro módulos, la serie se había "convertido en algo potencialmente más grande que cualquier otra empresa vinculada jamás producida por TSR", y que "presumiblemente superará incluso al famoso Giant-Drow". serie producida por Gary Gygax".
Gordon Taylor revisó las primeras 14 aventuras de Dragonlance para White Dwarf # 86 y afirmó que "Dragonlance es, en última instancia, una historia fantástica, pero tal vez no la mejor serie de módulos AD&D [... ] Eso no quiere decir que Dragonlance no esté repleto de aventuras épicas y memorables".

## Los módulos DL

### DL1Dragones de la desesperación
- Autor : Tracy Hickman
- Publicado por primera vez : marzo de 1984
- Descripción : Dragons of Despair es el primer producto de Dragonlance jamás lanzado, el comienzo del primer arco argumental importante en Dragonlance. Este evento en este módulo corresponde a la primera mitad de la novela Dragones de Crepúsculo de Otoño. Los personajes comienzan en un camino al este de Solace después de cinco años de buscar "magia clerical perdida". Un ejército invasor ha expulsado a los refugiados del norte y los dragones han regresado al mundo después de una larga ausencia. Deben seguir las pistas para restaurar el poder de los antiguos dioses en el mundo de Krynn.
- Personajes jugables : Tanis Half-Elven, Sturm Brightblade, Caramon Majere, Raistlin Majere, Flint Fireforge, Tasslehoff Burrfoot y Goldmoon.
- Primeras apariciones notables
  - Personajes : todos los PC enumerados anteriormente, Riverwind (secuaz NPC de Goldmoon), Tika Waylan, Fewmaster Toede y Khisanth.
  - Razas : Draconianos (variedades Baaz y Bozak) y Aghar (Gully Dwarves).
  - Lugares : Xak Tsaroth, Solace y Haven.

Dragones de la Desesperación (Dragons of Despair) fue recibido positivamente como módulo de juego. Fue el número 25 en una lista de 2004 de "Las 30 mejores aventuras de D&D de todos los tiempos", el único módulo de Dragonlance que figura en la lista. Se consideró que estaba bien escrito y presentado con una sensación única del mundo en el que se desarrolla.

### DL2Dragones de Llamas
Continuando con el módulo anterior, Dragones de la Desesperación (Dragons of Despair), los jugadores recrean la historia de Dragonlance usando los jugadores pregenerados. Los personajes jugadores regresan a su ciudad natal y la encuentran invadida por el mal; los elfos de Qualinost los contratan para liberar a los cautivos que los draconianos tienen aprisionados en la fortaleza de Pax Tharkas. En Dragones de Llamas (Dragons of Flame), los valientes Innfellows están sufriendo gracias a los draconianos y necesitan ayuda en las asediadas North Lands antes de partir para rescatar a una población esclavizada.

### DL3Dragones de la Esperanza
En Dragones de la Esperanza (Dragons of Hope), los personajes jugadores ayudan a los prisioneros liberados de Pax Tharkas a escapar de un ejército draconiano y los ayudan a encontrar a Thorbardin; para hacerlo, la llave de Thorbardin está escondida en lo profundo de la guarida de un antiguo mago. DL3 Dragones de la Esperanza (Dragons of Hope) fue escrito por Tracy Hickman, con portada de Keith Parkinson e ilustración de Parkinson y Larry Elmore, y fue publicado por TSR en 1984 como un folleto de 32 páginas con una carpeta exterior y un gran mapa de dos colores.

### DL4Dragones de la Desolación
La portada de Dragones de la Desolación (Dragons of Desolation) presenta una pintura de Keith Parkinson que muestra a los héroes alejándose de la tumba flotante de Derkin. Hay una TARDIS muy pequeña, Doctor Who y K-9 escondidos en la pintura. En Dragones de la Desolación (Dragons of Desolation), los personajes jugadores encuentran su camino hacia el reino subterráneo de Thorbardin, donde los enanos ya se enfrentan a los agentes de los draconianos. Los personajes deben buscar en un castillo aéreo flotante el legendario Martillo de Kharas para obtener la ayuda de los enanos. El módulo describe el reino de Thorbardin, que se mapea utilizando piezas de mapas modulares repetitivas.

### DL5Dragones del Misterio
Dragones del Misterio (Dragons of Mystery) es un libro de consulta sobre el mundo de Krynn y los personajes de la serie Dragonlance. Este libro cubre la geografía, los mitos de la creación y los dioses de Krynn, incluidos artículos sobre cada uno de los héroes que detallan cómo se conocieron originalmente e información de fondo para cada uno. DL5 Dragones del Misterio fue escrito por Michael Dobson, con arte de Larry Elmore, y fue publicado por TSR en 1984 como un folleto de 32 páginas con una carpeta exterior.

### DL6Dragones de Hielo
En Dragones de Hielo (Dragons of Ice), después de dejar Thorbardin, los personajes jugadores se dirigen al sur hacia las regiones polares, viajando a lo largo de los glaciares en busca del Castillo Icewall. Los personajes se encuentran con Ice Folk, botes de patinaje sobre hielo y los Walrus-Men. DL6 Dragons of Ice fue escrito por Douglas Niles, con una portada de Larry Elmore e ilustraciones interiores de Diana Magnuson, y fue publicado por TSR en 1985 como un folleto de 32 páginas con un mapa a color y una carpeta exterior.

### DL7Dragones de Luz
Este escenario implica un viaje por el desierto a través de la tierra salvaje de Ergoth en busca de la Tumba de Huma, el antiguo héroe que empuñó las Dragonlances. DL7 Dragones de Luz (Dragons of Light) fue escrito por Jeff Grubb, con una portada de Larry Elmore e ilustraciones interiores de Diana Magnuson, y fue publicado por TSR en 1985 como un folleto de 32 páginas con un gran mapa a color y una carpeta exterior.

### DL8Dragones de Guerra
En Dragones de Guerra (Dragons of War), los personajes jugadores viajan a la Torre del Sumo Sacerdote, donde ayudarán a los Caballeros de Solamnia en una batalla campal con los draconianos; esta batalla se puede resolver usando Battlesystem, o con las sencillas reglas de batalla incluidas con el módulo.

### DL9Dragones del engaño
En Dragones del engaño (Dragons of Deceit), los personajes jugadores emprenden una búsqueda en la malvada ciudad de Sanction para encontrar una manera de liberar a los dragones buenos de su juramento de no luchar contra el mal. El módulo incluye reglas y contadores para usar en la resolución de una batalla aérea entre dragones buenos y malos.

### DL10Dragones de sueños
En Dragones de sueños (Dragons of Dreams), los personajes jugadores liberan al reino élfico de Silvanesti de una plaga de pesadillas mágicas. DL10 Dragons of Dreams fue escrito por Tracy Raye Hickman, con una portada de Clyde Caldwell e ilustraciones interiores de Diana Magnuson, y fue publicado por TSR en 1985 como un libro de 32 páginas y un folleto de 8 páginas de mapas y gráficos, con un carpeta exterior.

### DL11Dragones de Gloria
Dragones de Gloria (Dragons of Glory0 es un libro de consulta, así como un juego de guerra de tablero de nivel estratégico que describe la guerra general entre los draconianos y los defensores de Krynn. El conjunto describe la guerra y los ejércitos opuestos, utilizando las estadísticas de Battlesystem para ambos bandos. Dragons of Glory es un juego de simulación, diseñado para permitir a los jugadores producir su propia cronología histórica de los eventos en el mundo de Krynn para una campaña en curso de Dragonlance.
DL11 Dragones de Gloria fue escrito por Douglas Niles y Tracy Hickman, con una portada de Jeff Easley e ilustraciones de Diana Magnuson y Jeff Butler.

### DL12Dragones de la Fe
En este escenario, los personajes jugadores huyen de la malvada ciudad de Flotsam, cruzando el Mar Sangriento, donde pueden encontrarse con Istar, la Ciudad de las Profundidades, y verse envueltos en una batalla submarina. El Dungeon Master extrae de una baraja de cartas Talis (el tarot de Krynn), para determinar los acontecimientos de la aventura. El módulo incluye una hoja de cartas Talis recortadas, así como estadísticas y contadores para una batalla submarina de Battlesystem. DL12 Dragons of Faith fue escrito por Harold Johnson y Bruce Heard, con una portada de Jeff Easley e ilustraciones interiores de Diana Magnuson, y fue publicado por TSR en 1986 como un folleto de 64 páginas con un mapa grande, una hoja de cartulina y una hoja de contador de cartulina. y una carpeta exterior.

### DL13Dragones de la Verdad
En Dragones de la Verdad (Dragons of Truth), los personajes jugadores cruzan las tierras ocupadas por los draconianos en busca del corazón del Imperio Dragón, pero deben pasar las pruebas que les imponen los dioses para encontrar el camino. DL13 Dragones de la Verdad fue escrito por Tracy Hickman, con una portada de Jeff Easley e ilustraciones interiores de Diana Magnuson, y fue publicado por TSR en 1986 como un folleto de 40 páginas con un gran mapa a dos colores y una carpeta exterior.

### DL14Dragones de Triunfo
Dragones de Triunfo (Dragons of Triumph) es tanto un escenario como un libro de consulta; el libro de consulta describe el continente de Ansalon, antes y después de la guerra, y todos los draconianos, criaturas y artefactos de Krynn. En la aventura, los personajes jugadores cruzan una tierra de humo y fuego para llegar a la capital del Imperio Dragón y enfrentarse a la Reina Dragón en la batalla final entre el bien y el mal; Se proporcionan estadísticas del sistema de batalla para esta batalla. DL14 Dragones de Triunfo fue escrito por Douglas Niles, con una portada de Clyde Caldwell e ilustraciones interiores de Diana Magnuson, Larry Elmore y Jeff Easley; el módulo fue publicado por TSR en 1986 como un libro de 40 páginas, un libro de 32 páginas, un libro de consulta de 24 páginas, un gran mapa a color del mundo y una carpeta exterior.

### DL15 LasNieblas de Krynn
Las Nieblas de Krynn (The Mists of Krynn) incluye doce miniescenarios de Dragonlance de varios diseñadores, además de material complementario que describe las nueve razas de Krynn (incluidos los kender y los diversos draconianos. El libro también proporciona estadísticas completas de ocho personajes legendarios, como Theros Ironfeld y el mago Fistandantilus. Las Nieblas de Krynn fue editado por Mike Breault, con una portada de Denis Beauvais e ilustraciones interiores de Valerie Valusek, y fue publicado por TSR en 1988 como un libro de 128 páginas.

### DL16 ElMundo de Krynn
EL Mundo de Krynn (World of Krynn) presenta cuatro escenarios para los personajes jugadores, incluidos tres recorridos por mazmorras (la guarida de un dragón, la isla de un minotauro y Dargaard Keep, hogar de los muertos vivientes) y una búsqueda en la naturaleza. Fue escrito por Douglas Niles, Michael Gray y Harold Johnson, con una portada de Clyde Caldwell e ilustraciones interiores de Yeates con Truman y Woch, y fue publicado por TSR en 1988 como un libro de 96 páginas. En su libro Heroic Worlds de 1991, Lawrence Schick llamó a World of Krynn "cosas estándar", pero sintió que los fanáticos de Dragonlance encontrarían detalles intrigantes en el libro sobre la historia de Krynn.

## Reimpresiones y nuevas versiones
La serie original se actualizó a la segunda edición y se volvió a empaquetar como los tres módulos de Dragonlance Classics. Estos módulos formaron la serie DLC, aunque cuando se lanzó Dragonlance Classics Volume 3, TSR había dejado de usar el sistema de código de módulos. DLC1 Dragonlance Classics Volumen 1 reimpreso DL1, DL2, DL3 y DL4. DLC2 Dragonlance Classics Volumen 2 reimpreso DL6, DL7, DL8 y DL9. Dragonlance Classics Volumen 3 reimpreso DL10, DL12, DL13 y DL14. Los módulos que no comprendían las aventuras tradicionales, DL5 y DL11, no estaban disponibles en esta serie.
En 1999, Wizards of the Coast publicó una nueva revisión de la historia original de Dragonlance como parte de la línea Silver Anniversary de TSR. Dragonlance Classics: 15th Anniversary Edition es un libro de 256 páginas que incluye información para ejecutar el juego usando AD&D o el sistema SAGA que se usó para otro material del juego Dragonlance a fines de la década de 1990.
En 2000, toda la serie de módulos DL se reimprimió exactamente como los originales pero en un tamaño más pequeño. Esta impresión estaba disponible en dos estuches Dragonlance Volumen 1: DL1 - DL8 y Dragonlance Volumen 2: DL9 - DL16.
En agosto de 2004, se publicó The War of the Lance Campaign Book como volumen complementario del escenario de campaña de Dragonlance. Si bien este libro detalla los tiempos, las ubicaciones y los personajes de la serie original, no fue diseñado para recrear las aventuras originales, sino para permitir que se desarrollen nuevas aventuras que transcurren en el mismo tiempo y escenarios.
En agosto de 2006, se lanzó la primera de una trilogía de aventuras prevista basada en los módulos originales y la actualización de 1999, actualizando la historia a Dungeons & Dragons v.3.5. Dragons of Autumn, subtitulado "Dragonlance War of the Lance Campaign, Volume One", requiere el uso del Escenario de campaña de Dragonlance y el Libro de consulta de War of the Lance.